# Lijst van rivieren in New South Wales
Dit is een lijst van rivieren in New South Wales (Australië).

## Langste rivieren
De langste rivieren die geheel of gedeeltelijk door New South Wales stromen zijn:
| Rang | Naam         | Lengte km | Noten |
| ---- | ------------ | --------- | --- |
| 1    | Murray       | 2508      | Stroomt door Zuid-Australië, Victoria en New South Wales. Gemeten van monding tot de verst verwijderde bron is het Murray-Darling-Condamine-Balonne-Culgoa-riviersysteem, met een totale lengte van 3672 km, de langste waterloop in Australië. |
| 2    | Darling      | 1545      | Stroomt door New South Wales. |
| 3    | Murrumbidgee | 1485      | Stroomt door Australian Capital Territory en New South Wales. |
| 4    | Lachlan      | 1339      | Stroomt door New South Wales. |
| 5    | Warrego      | 900       | Stroomt door Queensland en New South Wales. |

## Alphabetische lijst
Kleinere waterstromen (beken) worden in deze lijst cursief weergegeven.

### A
- Abercrombie
- Aberfoyle
- Abington
- Adelong
- Adjungbilly
- Allyn
- Apsley
- Araluen
- Avon (bron in Wollongong)
- Avon (bron in Mid-Coast Council)

### B
- Back (bron in Richmond Valley)
- Back (bron in Cooma-Monaro)
- Back (bron in Tamworth Regional)
- Baerami
- Bakers
- Balgalal
- Barcoongere
- Bargo
- Barigan
- Barmedman
- Barnard
- Barrington
- Barwon
- Beardy
- Beardy Waters
- Beaury
- Bedford
- Bega
- Bell
- Bellinger
- Belubula
- Bemboka
- Bendoc
- Bermagui
- Berthong
- Bettowynd
- Bielsdown
- Big Badja
- Billabong
- Bimberamala
- Birrie
- Blackwater
- Blakney
- Bland
- Blicks
- Blue Mountain
- Bluff
- Bobin
- Bobo
- Bogan
- Bokhara
- Bolong
- Bombala
- Boomi
- Boonoo Boonoo
- Boorowa
- Boundary (bron in Clarence Valley, een zijrivier van de Glen Fernaigh)
- Boundary (bron in Clarence Valley, een zijrivier van de Nymboida)
- Bow
- Bowman
- Bowning
- Boyd
- Bredbo
- Brogo
- Brunswick
- Buckenbowra
- Bulla
- Bundock
- Bunnoo
- Burke
- Burkes
- Burns
- Burra (bron in Palerang)
- Burra (bron in Gundagai)
- Burrungubugge
- Bylong

### C
- Cadiangullong
- Camden Haven
- Campbells
- Caparra
- Capertee
- Carole
- Castlereagh
- Cataract (bron in Tenterfield)
- Cataract (bron in Wollondilly)
- Cattle Creek
- Cedar
- Cedar Party
- Cells
- Chandler
- Chandlers
- Cheshire
- Chichester
- Christmas
- Clarence
- Clouds
- Clyde
- Cobark
- Cobrabald
- Cockburn
- Coldstream
- Colo
- Commissioners Waters
- Congewai
- Connollys
- Cooba Bulga
- Cooks
- Cooks Vale
- Coolaburragundy
- Coolibah
- Coolongolook
- Coolumbooka
- Cooma Back
- Cooma
- Coopers
- Cooplacurripa
- Coorongooba
- Corang
- Cordeaux
- Corindi
- Cowriga
- Coxs
- Crawford
- Crookwell
- Crudine
- Cudgegong
- Culgoa
- Cullinga
- Cunningham
- Curricabark

### D
- Darling
  - Great Darling Anabranch
- Dawson
- Deepwater
- Delegate
- Derringullen
- Deua
- Dilgry
- Dingo
- Doubtful
- Doyles
- Dry
- Du Faur
- Duckmaloi
- Dumaresq
- Dungowan
- Dyke

### E
- Eden
- Edward
- Ellenborough
- Emu Swamp
- Endrick
- Erskine
- Esk
- Eucumbene
- Evans Plains
- Evans
- Ewenmar

### F
- Felled Timber
- Fish
- Flyers
- Forbes
- Frenchmans
- Frazers

### G
- Gara
- Geehi
- Genoa
- Georges
- Georges
- Glen Fernaigh
- Gloucester
- Goobarragandra
- Goodradigbee
- Goorudee
- Goulburn
- Grose
- Growee
- Gungarlin
- Gunningbland
- Guy Fawkes
- Gwydir

### H
- Hacking
- Halls
- Happy Jacks
- Hastings
- Hawkesbury
- Henry
- Hollanders
- Horsearm
- Horton
- Hunter

### I
- Imlay
- Ingeegoodbee
- Isabella
- Isis

### J
- Jacobs
- Jeir
- Jenolan
- Jerra Jerra
- Jerrabattgulla
- Jerrara
- Jerrawa
- Jooriland
- Jugiong

### K
- Kalang
- Kanangra
- Kangaroo (bron in Clarence Valley)
- Kangaroo (bron in Shoalhaven)
- Karuah
- Kedumba
- Kerripit
- Kindra
- Kowmung
- Krui
- Kunderang
- Kybeyan

### L
- Lachlan
- Lane Cove
- Lansdowne
- Lee
- Leycester
- Little Murray
- Little Nymboida
- Little Plains
- Little (bron in Wollondilly)
- Little (bron in Dubbo)
- Little (bron in Oberon)
- Little (bron in Wingecarribee)
- Little Run
- Little Weir

### M
- Macdonald (bron in Tamworth)
- Macdonald (bron in Singleton)
- Macintyre
- Maclaughlin
- Macleay
- Macquarie
- Macquarie
- Mammy Johnsons
- Mangrove
- Mann
- Manning
- Maria
- Maryland
- Medway
- Mehi
- Meroo
- Merrica
- Merriwa
- Middle
- Minnamurra
- Mirrool
- Mogo
- Mole
- Molonglo
- Mongarlowe
- Moonan
- Mooney Mooney
- Mooki
- Mooni
- Moppy
- Moredun
- Moruya
- Mowamba
- Mulga
- Mulla Mulla
- Mulwaree
- Mummel
- Munmurra
- Murrah
- Murray
- Murruin
- Murrumbidgee
- Myall

### N
- Nadgee
- Nadgigomar
- Nambucca
- Namoi
- Nangahrah
- Narran
- Nattai
- Nepean
- Never Never
- Niemur
- Nowendoc
- Nowlands
- Nullica
- Numeralla
- Nunnock
- Nymboida

### O
- Oaky
- Oban
- O'Briens
- Orara
- Ourimbah
- Oxley

### P
- Paddys (bron in Wingecarribee)
- Paddys (bron in Tumbarumba)
- Pages
- Pages
- Pambula
- Pappinbarra
- Parma
- Paroo
- Parramatta
- Paterson
- Peak
- Peel (A Section Of)[5]
- Peel[6]
- Peelwood
- Phils
- Pigna Barney
- Pinch
- Pinchgut
- Pipers Creek
- Pudman

### Q
- Queanbeyan
- Queen Charlottes
- Queens Pound
- Queensborough
- Quegobla
- Quirindi

### R
- Ralfes
- Reedy
- Retreat
- Richmond
- Lett
- Rock Flat
- Rocky Ponds
- Rocky
- Rosewood
- Rouchel
- Rous
- Rowleys
- Rufus
- Rush

### S
- Sandon
- Sandy (bron in Bland)
- Sandy (bron in Cobar)
- Sandy (bron in Richmond Valley)
- Sandy (bron in Tamworth Regional)
- Sara
- Severn
- Sewells
- Shannon
- Shoalhaven
- Snowy
- Stewarts
- Stewarts
- Strike-a-Light
- Styx
- Summer Hill
- Swampy Plain

### T
- Tabulam
- Talbragar
- Tallawudjah
- Tallowa
- Tarcutta
- Tarlo
- Tarrion
- Taylors Arm
- Telegherry
- Terania
- The Big Warrambool
- The Branch
- Thompsons
- Thone
- Thredbo
- Tia
- Tilbuster
- Timbarra
- Tindarey
- Tobins
- Tomaga
- Tonalli
- Tooloom
- Tooma
- Towallum
- Towamba
- Trigalong
- Tuglow
- Tumut
- Turners
- Turon
- Tuross
- Tweed

### U
- Undowah
- Upsalls
- Urumbilum

### W
- Wadbilliga
- Wah Way
- Walcrow
- Wallagaraugh
- Wallamba
- Wallingat
- Wang Wauk
- Wangat
- Warbro
- Wards
- Warialda
- Warnes
- Warragamba
- Warrego
- Warrell
- Watagan
- Webbs
- Werong
- Werriberri
- Wheeny
- Wheeo
- Whitbarrow
- White Rock
- Widden
- Wild Cattle
- Williams
- Williwa
- Wilson
- Wilsons
- Winburndale
- Wingecarribee
- Wog Wog
- Wolgan
- Wollangambe
- Wollemi
- Wollombi
- Wollomombi
- Wollondilly
- Wonboyn
- Wooli Wooli
- Worondi
- Woronora
- Wyong

### Y
- Yadboro
- Yancowinna
- Yanda
- Yango
- Yarrabandai
- Yarramanbah
- Yarrangobilly
- Yarrow
- Yarrowitch
- Yarrunga
- Yass
- Yowaka
- Yowrie